# Acantheis variatus
Acantheis variatus là một loài nhện trong họ Ctenidae.
Loài này thuộc chi Acantheis. Acantheis variatus được Tord Tamerlan Teodor Thorell miêu tả năm 1890.